# محمد النشمي (كاتب)
محمد خالد النشمي (30 يونيو 1990-) كاتب  مؤلف  وسيناريست كويتي.

## حياته ومشواره المهني
خريج  الجامعة الأمريكية في الكويت تخصص إعلام، في طفولته شارك في الفعاليات والانشطة الثقافية والفنية  وكان يقرأ مسرحيات جده رائد المسرح الكويتي محمد النشمي، ومن اسلوبه تعلم الحبكة الدرامية ومتطلباتها، بدأ اولى كتاباته عام 2004، وفي سن الثامنة عشرة كتب رواية بعنوان «اعداء الشمس» وتتمحور حول طلبة يجدون انفسهم في مثلث برمودا بعدما سقطت طائرتهم وأول مسلسل كتبته كان (عزف الدموع)   عام 2006  وقتها طلبت منه الجهة المنتجة أن يكتب ملخصاً للعمل ومن دون السيناريو والحوار، ووافق ثم تولى كاتب مصري عملية إتمام السيناريو والحوار وتقاضى مبلغ 250 دينارا كويتيا،  تلقى عروضا للتقديم التلفزيوني وقام بتقديم ثلاثة برامج على مدى سنتين في تلفزيون الكويت كما عمل في مجال الموديلينغ، وكان الوجه الاعلامي للخطوط الجوية الكويتية خلال عام 2017 ،  عضو رابطة الأدباء الكويتيين والنادي العلمي الكويتي  له  مشاركات مسرحية في التمثيل والتأليف وجميع إصداراته صادرة عن مكتبة دار السلاسل للنشر.

## إثارة الجدل
انتقد  الادباء والروائيون والنقاد رواياته، لكونه يكتبها باللهجة الكويتية خصوصا حواراتها وديالوجاتها. لكن هذا في المقابل، هو ما قرب رواياته إلى الناس ،عند إصداره رواية (بنات الثانوية)، أحدثت ضجة من خلال ارتفاع مبيعاتها، وكذلك الاثارة التي خلقها المسلسل بعد تحويلها إلى سيناريو تلفزيوني 

## أعماله

### الإصدرات
| العام | الرواية                         |
| ----- | ------------------------------- |
| 2004  | "لعنة عزرانة"                   |
| 2006  | "صوت في بيتنا"                  |
| 2007  | "اعداء الشمس"                   |
| 2007  | "كيد اليافعات"                  |
| 2008  | "أهل الارض"                     |
| 2008  | "بنات الثانوية" ( الجزء الأول)  |
| 2009  | "بنات الثانوية" ( الجزء الثاني) |
| 2009  | "بنات الثانوية" ( الجزء الثالث) |
| 2013  | "رجال من حرير"                  |
| 2017  | "فراشة في النار"                |
| 2018  | "عفاريت أم جاسم"                |
| 2018  | "أبيك بجنتي ساعة"               |
| 2019  | "جناح الذل"                     |

### الأعمال التلفزيونية
| العام | المسلسل       |
| ----- | ------------- |
| 2025  | أبو البنات    |
| 2024  | ملفات منسية   |
| 2024  | يس عبد الملك  |
| 2023  | منزل 12       |
| 2022  | نفس الحنين    |
| 2021  | سرك الخافي    |
| 2019  | حدود الشر     |
| 2017  | آخر المطاف    |
| 2016  | قلوب لا تتوب  |
| 2015  | لك يوم        |
| 2014  | منطقة محرمة   |
| 2013  | أول الصبح     |
| 2012  | بنات الجامعة  |
| 2012  | سيدة البيت    |
| 2011  | بنات الثانوية |
| 2007  | عزف الدموع    |

### الأعمال المسرحية
| العام | المسرحية      |
| ----- | ------------- |
| 2010  | مجلس الشياطين |

### تقديم البرامج
| العام     | البرنامج    | عرض على        |
| --------- | ----------- | -------------- |
| 2014-2016 | On Screen   | تلفزيون الكويت |
| 2016      | Arts        | تلفزيون الكويت |
| 2017      | طلعة شبابية | تلفزيون الكويت |
| 2022      | إضاءات      | قناة البوادي   |